# Vrhovska vas
Vrhovska vas je naselje u Općini Brežice u istočnoj Sloveniji. Vrhovska vas se nalazi u pokrajini Dolenjskoj i statističkoj regiji Donjoposavskoj. 

## Stanovništvo
Prema popisu stanovništva iz 2002. godine Vrhovska vas je imala 48 stanovnika.

### Etnički sastav
1991. godina
- Slovenci: 68 (94,4%)
- Hrvati: 3 (4,2%)
- Nepoznato: 1 (1,4%)